# Psathyrostachys kronenburgii
Psathyrostachys kronenburgii är en gräsart som först beskrevs av Eduard Hackel, och fick sitt nu gällande namn av Sergej Arsenjevitj Nevskij. Psathyrostachys kronenburgii ingår i släktet Psathyrostachys och familjen gräs. Inga underarter finns listade i Catalogue of Life.